# Resolutie 1090 Veiligheidsraad Verenigde Naties
Resolutie 1090 van de Veiligheidsraad van de Verenigde Naties werd op 13 december 1996 zonder stemming door de VN-Veiligheidsraad aangenomen. Hiermee werd Kofi Annan aangewezen als nieuwe secretaris-generaal van de Verenigde Naties.

## Achtergrond
Kofi Annan werd in 1938 geboren in Ghana en genoot opleidingen in Europa en de Verenigde Staten. Daarna werkte hij decennialang in dienst van de Verenigde Naties.
1996 was het laatste jaar van de ambtstermijn van Boutros Boutros-Ghali als secretaris-generaal van de VN. Hoewel vrijwel alle leden van de Veiligheidsraad een herbenoeming steunden, blokkeerde de Verenigde Staten dit met een veto. In december kwam het evenwel tot de unanieme voordracht van Kofi Annan, vastgelegd in resolutie 1090. Een bijzonderheid van deze resolutie was dat voor de eerste keer een resolutie bij acclamatie werd aangenomen. De voordracht werd op 17 december bekrachtigd door de Algemene Vergadering.
Van Kofi Annan wordt gezegd dat hij de VN-organisatie nieuw leven inblies. In 2001 kreeg hij ook de Nobelprijs voor de Vrede voor zijn werk en in hetzelfde jaar werd hij voor een tweede ambtstermijn benoemd als secretaris-generaal. Na 2006 werd hij opgevolgd door de Zuid-Koreaan Ban Ki-moon.

## Inhoud
De Veiligheidsraad:
- het vraagstuk van de aanbeveling voor de benoeming van de secretaris-generaal van de Verenigde Naties overwegende,
- beveelt de Algemene Vergadering aan om Kofi Annan aan te stellen als secretaris-generaal voor een ambtstermijn van 1 januari 1997 tot en met 31 december 2001.

## Verwante resoluties
- Resolutie 589 Veiligheidsraad Verenigde Naties (1986)
- Resolutie 720 Veiligheidsraad Verenigde Naties (1991)
- Resolutie 1091 Veiligheidsraad Verenigde Naties
- Resolutie 1358 Veiligheidsraad Verenigde Naties (2001)

Lijst ·  1036 ·  1037 ·  1038 ·  1039 ·  1040 ·  1041 ·  1042 ·  1043 ·  1044 ·  1045 ·  1046 ·  1047 ·  1048 ·  1049 ·  1050 ·  1051 ·  1052 ·  1053 ·  1054 ·  1055 ·  1056 ·  1057 ·  1058 ·  1059 ·  1060 ·  1061 ·  1062 ·  1063 ·  1064 ·  1065 ·  1066 ·  1067 ·  1068 ·  1069 ·  1070 ·  1071 ·  1072 ·  1073 ·  1074 ·  1075 ·  1076 ·  1077 ·  1078 ·  1079 ·  1080 ·  1081 ·  1082 ·  1083 ·  1084 ·  1085 ·  1086 ·  1087 ·  1088 ·  1089 ·  1090 ·  1091 ·  1092